# 야마구치 방언
야마구치 방언(山口方言 야마구치호겐(やまぐちほうげん)[*]) 또는 야마구치벤(山口弁 야마구치벤(やまぐちべん)[*])은 야마구치현에서 사용되는 일본어의 방언이다. 방언 구획 상 주고쿠 방언의 히로시마현 서부 방언(아키 방언) 및 시마네현 서부 방언(이와미 방언)과 함께 니시추고쿠 방언에 속한다. 또한 주고쿠 방언 남부에 분포하는 산요 방언으로 분류되는 경우도 있다. 보초 방언, 조슈 방언, 보초벤, 야마구치말, 하기말 등으로 부른다.

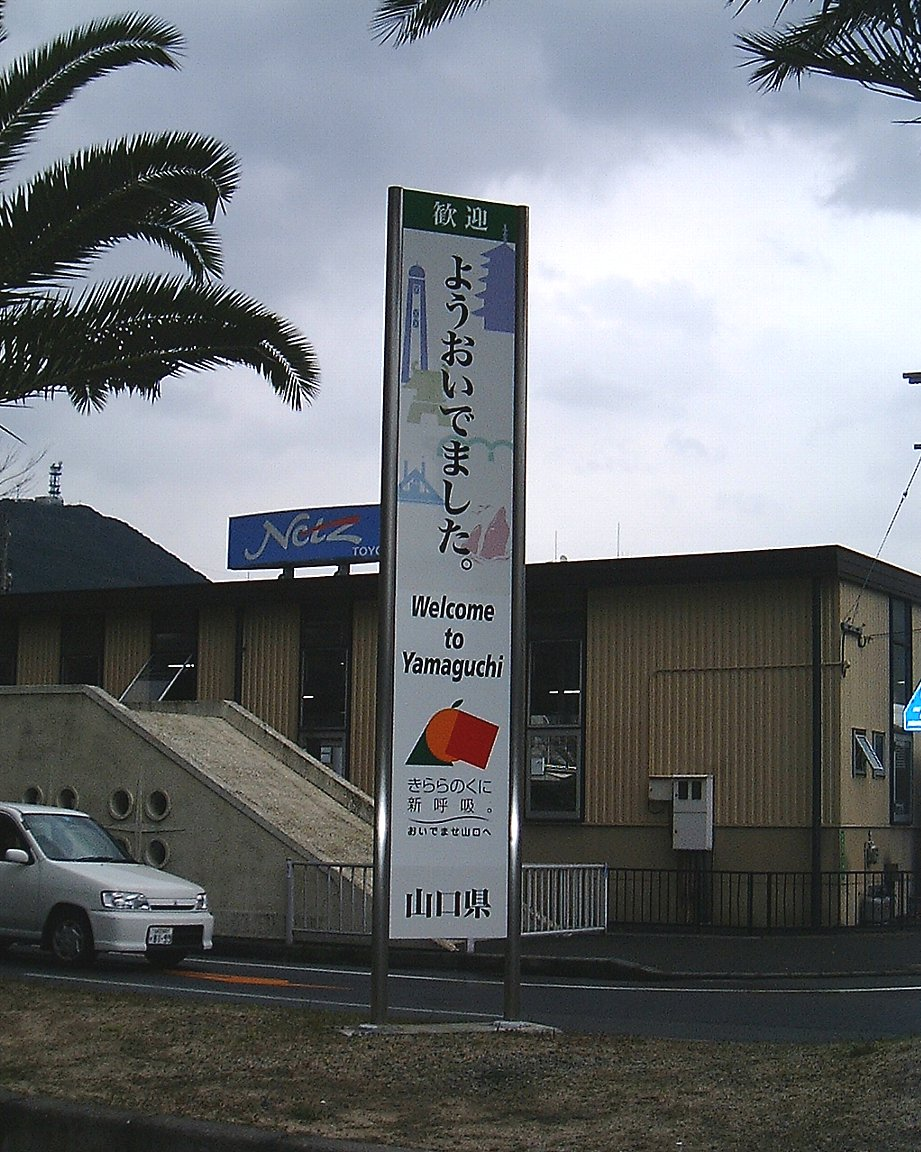
신시모노세키역 앞

## 개요
야마구치 방언은 주고쿠 방언에 속하고 서일본 방언의 서쪽 끝이지만, 현 서부의 말은 규슈 방언의 영향을 많이 받았다. 그렇기 때문에 어휘나 음편(バ행·マ행의 음편화) 등의 면에서 기타큐슈 방언과 많은 특징을 공유한다. 이로 인해 현 서부의 나가토 방언을 주고쿠 방언과 규슈 방언의 경계 지역 방언으로 취급하기도 한다.
또한, 야마구치 방언은 타지역과 비교하면 지역 내 방언 차가 적다. 이는 에도 시대 조슈번이 야마구치현의 대부분을 지배하였고, 나머지 지역도 조슈번의 지번(조후번, 기요스에번, 도쿠야마번, 이와쿠니번)으로서 지배되었기 때문이다. 그 덕에 지역 내의 일체성도 강하게 유지되었다. 한편 조슈번의 발상지인 아키국(현재의 히로시마현) 아키타카타의 요시다 방언과 하기조카마치 방언은 유사한 점이 많은 것으로 밝혀졌다.
야마구치 방언의 특징은 ニャン, チー, チュー와 같은 고양이와 쥐의 울음소리 같은 발음이다. 이는 연모음의 융합과 요음화가 굉장히 많은 것에 기인한다. 악센트는 도쿄식 악센트(을종 악센트)이며 음운을 포함해 도쿄를 중심으로 하는 공통어와의 유사성이 높다. 문법적으로는 借る(빌리다), 死ぬる(죽다) 등의 공통어와 다른 동사 활용, 계속과 결과를 구분하는 문법상, 종조사 -ちゃ나 준체조사 そ·ほ 등의 활발한 사용, 경어 표현 발달 등이 특징이다.

## 방언 구획
야마구치 방언은 지역 내 방언의 차이가 적다고 하지만, 음운이나 악센트, 문법, 어휘를 세밀하게 관찰하면 몇 개로 방언 구획을 할 수 있다. 현재까지 제시된 방언 구획은 옛 스오국 지역과 옛 나가토국 지역으로 나누는 2구분법과 현 동부, 현 중부, 현 서부로 나누는 3구분법이 있다. 양쪽 모두 명확한 근거를 바탕으로 하며 타당한 구획이다.

### 2구분법: 스오, 나가토
| 대구획        | 중구획      | 소구획                               | 지역구획                       |
| ------------- | ----------- | ------------------------------------ | ------------------------------ |
| 야마구치 방언 | 스오 방언   | 오시마 방언                          | 오시마 방언                    |
| 야마구치 방언 | 스오 방언   | 히가시스오 방언                      | 이와쿠니 방언                  |
| 야마구치 방언 | 스오 방언   | 히가시스오 방언                      | 구가·구마게 방언               |
| 야마구치 방언 | 스오 방언   | 니시스오 방언                        | 도쿠야마·슈난 방언 (쓰노 방언) |
| 야마구치 방언 | 스오 방언   | 니시스오 방언                        | 호후·야마구치 방언 (기사 방언) |
| 야마구치 방언 | 나가토 방언 | 미나미나가토 방언                    | 미네 방언                      |
| 야마구치 방언 | 나가토 방언 | 미나미나가토 방언                    | 우베 방언                      |
| 야마구치 방언 | 나가토 방언 | 시모노세키·토요우라 방언 (호칸 방언) |                                |
| 야마구치 방언 | 나가토 방언 | 기타우라 방언 (기타나가토 방언)      | 나가토오쓰 방언                |
| 야마구치 방언 | 나가토 방언 | 기타우라 방언 (기타나가토 방언)      | 하기·아부 방언                 |
| 야마구치 방언 | 나가토 방언 | 기타우라 방언 (기타나가토 방언)      | 미시마 방언                    |

야마구치 방언을 종합적으로 살펴보면 스오 지역과 나가토 지역 사이에는 큰 방언 차가 있음을 알 수 있다. 게다가 이는 옛 번·사이반의 구획과 겹친다.
스오 방언
- 오시마 방언은 야시로섬(스오 오시마) 와 그 주변 섬들에서 사용된다. 에히메현과 오이타현의 도서부 방언과 공통점이 있다.
- 히가시스오 방언은 옛 이와쿠니번과 옛 야마시로 사이반에서 사용된다. 근처에서 쓰는 아키 방언의 영향도 보인다.
- 니시스오 방언은 현 중앙의 방언으로 대표적인 야마구치 방언으로 자리매김하고 있다.

나가토 방언
- 미나미나가토 방언은 우베·아사·미네 지역에서 사용되며 니시스오 방언과 큰 차이가 있다.
- 시모노세키・토요우라 방언(호칸 방언)은 옛 조후번·기요스에번 지역에서 사용되며 인접한 기타큐슈 방언과의 상호 영향이 짙게 나타난다.
- 기타우라 방언(기타나가토 방언)은 기타우라 지방(나가토의 동해 연안 지역)에서 사용된다. 니시스오 방언과 유사성이 높지만, 한편으로는 이와미 방언과도 공통점이 적지 않다.
- 본토에서 동떨어진 동해의 미시마섬에서 사용되는 미시마 방언은 기타우라 방언에 포함되지만, 현격하게 다른 특색을 갖고 있으므로 별도의 방언 구획으로 봐야 한다는 견해도 있다.

### 3구분법: 동부, 중부, 서부
| 대구획        | 중구획             | 소구획                                            |
| ------------- | ------------------ | ------------------------------------------------- |
| 야마구치 방언 | 야마구치 동부 방언 | 오시마 방언                                       |
| 야마구치 방언 | 야마구치 동부 방언 | 니시키가와강 유역 방언 (이와쿠니·구가 지역)       |
| 야마구치 방언 | 야마구치 동부 방언 | 사바강 유역 방언 (구마게·슈난·호후·야마구치 지역) |
| 야마구치 방언 | 야마구치 중부 방언 | 고토강 유역 방언 (우베·미네 동부 지역)            |
| 야마구치 방언 | 야마구치 중부 방언 | 아부강 유역 방언 (하기·아부·오쓰 동부 지역)       |
| 야마구치 방언 | 야마구치 서부 방언 | 아사강 유역 방언 (오노다·미네·오쓰 서부 지역)     |
| 야마구치 방언 | 야마구치 서부 방언 | 호칸 방언 (시모노세키·토요우라 지구)              |

3구분법은 2구분법과 다르게 어휘 분포에 주목하여 방언 구획을 크게 셋으로 한 것이다. 방언 어휘는 하천을 따라 분포하는 경향이 있기 때문에 어느 강 유역인지를 따져 구획하였다.
- 동부 방언은 니시키가와강 유역과 사바강 유역을 포함한다.
- 중부 방언은 고토강 유역과 아부강 유역을 포함한다.
- 서부 방언은 아사강 유역과 고야강 유역 서쪽을 포함한다.

중부 방언과 서부 방언은 각각 남쪽의 세토 내해에서 시작하여 북쪽의 동해까지 남북을 종단하며 분포한다. 이처럼 야마구치 방언은 남북 간의 차이가 적으며, 그에 비해 동서 간의 차이가 크다. 이는 지역 내에 남북 교통을 가로막는 지리적 장벽이 없고, 남북 방향으로 흐르는 하천을 따라 생활권이 형성된 것에 기인한다. 반면 동서 방향으로는 옛 국경이나 번경 등의 정치적 경계가 교통을 방해하는 장벽으로 작용했다.

## 음성·음운
야마구치 방언의 음성은 특징적 발음이 거의 없어서 공통어에 가까운 편이라고 본다. 음운 또한 공통어와의 유사성이 높다. ジ;와 ヂ, ズ와 ヅ의 요츠가나 구별은 없다. 주요 특징은 다음과 같다.

### 모음
연모음의 융합화
야마구치 방언에서는 아래와 같은 연모음 융합이 자주 발견된다.
1. アイ→アー, ャー
アイ는 アー가 된다.
예) イカマー(行くまい, 가지 않다), コワー(こわい, 무섭다)
현 서부에서는 서로 동화되어 ャー가 되는 경향이 있다. 서부의 상호 동화는 アイ에서만이 아니라 다른 연모음에서도 자주 일어난다.
예) ニャー(無い, 없다), クリャー(暗い, 어둡다), キニョー(昨日, 어제)
2. エイ→エー
エイ는 장모음화로 エー가 된다. 이는 방언에서 많이 나타나는 현상이다.
예) ケージ(掲示, 게시)
3. オイ→エー
オイ는 エー가 될 때가 있다.
예) オセー(遅い, 늦다), セーデモ(そいでも, 그래도)
4. ウイ→イー
ウイ는 イー가 될 때가 있다.
예) アリーテ(歩いて, 걷고), サミー(寒い, 춥다), ワリー(悪い, 나쁘다)

모음교체
야마구치 방언에서는 규슈 방언의 영향으로 고모음(イ, ウ)으로의 모음교체가 발견된다.
1. オ→ウ　예)アスブ（遊ぶ, 놀다)
2. オ→イ　예)アシコ（あそこ, 저기)
3. エ→イ　예)ソイデ（それで,그래서)

모음 무성화가 적다.
일본어에서 자주 나타나는 イ·ウ의 모음 무성화는 야마구치 방언에서 그다지 나타나지 않는다.
이외에도 ア→オ, イ→エ, ウ→イ 등의 모음 교체가 나타난다.
예) ヤオイ(やわい, 부드럽다)
예) オーケナ(大きな, 큰）
예) イゴク(動く, 움직이다）

### 자음
비탁음의 부존
ガ행 자음은 항상 파열음으로 비탁음이 되는 경우가 없다.
자음 교체
야마구치 방언에서 나타나는 자음 교체는 다음이 있다.
1. ザ행→ダ행: 현 전역에서 나타나지만, 나가토 방언에서 뚜렷하게 보이는 현상이다.
예) ダブトン(座布団, 방석), マデクル(混ぜくる, 섞다）, デンデン(全然, 전혀)
2. サ행→ハ행
예) ヒチ(七, 일곱), ホイデ(それで, 그래서)

또한 ダ행과 ラ행의 혼용도 자주 보인다.
1. ダ행→ラ행
예) ウロン(うどん, 우동)
2. ラ행→ダ행
예) ダーシュウ(来週, 다음주)

자음 탈락
하기를 중심으로 ワ에서 자음 [w]의 탈락이 나타난다.
- 예) アカメ(わかめ, 미역), アカイ(若い, 젊다)

-ちょる, -とる에서 자음 [r]이 탈락하여 -ちょお, -とお가 되는 현상이 종종 일어난다. 이때 [r] 탈락 후에 남은 ウ는 オ로 변한다.
- 예)汽車は行っちょおよ(열차는 가버렸어)

### 발음·요음화
발음화
현 전역에서 발음화가 활발히 일어난다. 특징으로는 ラ행 음이 발음으로 바뀌는 것이 있다. 또한 ナ행과 マ행 음도 발음으로 바뀌는데, 이는 규슈 방언의 영향으로 여겨진다.
- 예) ソンデ(それで, 그래서), ホントキ(そのとき, 그때)

또한 발음이 장음이 되는 경우도 있다.
- 예) コーナ(こんな, 이런)

요음화
야마구치 방언의 큰 특징은 요음화가 두드러지는 것이다.
격조사 は, を는 직전 말의 어미가 イ단 또는 エ단일 때 모음이 융합되어 요음이 된다.
- 예) サキャー(酒は, 술은), サキョー(酒を, 술을), ミチャー(道は, 길은), ミチュー 또는 ミチョー(道を, 길을)

또한 가정·조건의 접속조사 -ば는 야마구치 방언에서 -やー가 된다. 이것도 마찬가지로 직전 말의 어미와 융합하여 요음화된다.
- 예) イキャー(行けば, 가면), ユカニャー(行かねば, 가지 않으면), -ッチャー(-といえば, 라 하면)

이외에도 요음화가 굉장히 발달되어 있다.
- 예) -チョル・-ジョル（-ている・-ておる, -고 있다）、-チョク（-ておく, -해 두다）、-チャル（-てある・-てやる, -져 있다）、-チャゲル（-てあげる, -해 주다）、-ジャケエ・-ジャカラ（-であるから, -이기 때문에）、-ジャロー（-であろう・-だろう, -일 것이다）

## 악센트
야마구치 방언의 악센트는 공통어 등과 같은 중륜(中輪) 도쿄식 악센트로 분류된다. 그렇지만 야마구치 특유의 악센트도 있다.
인명인 야마다(山田)나 마쓰다(松田) 등은 공통어에서 이토(伊藤, イトウ)와 같은 평판형(平板型) 발음이지만, 야마구치 방언에서는 가토(加藤, カトウ)와 같이 첫음에 강세를 두어 발음한다. 즉 야마다는 ヤマダ가 되며 마쓰다는 マツダ가 된다. 또한 야마구치현(山口県)이나 야마구치시(山口市) 등을 말할 때는 공통어와 같이 ヤマグチケン, ヤマグチシ로 발음한다. 그렇지만 야마구치(山口)를 단독으로 말할 때 ヤマグチ로 발음하여 첫음에 악센트를 둔다면 야마구치시를 의미하는 것이 된다. 마찬가지로 이와쿠니(岩国)를 イワクニ로 발음한다. 보통명사는 선생님(先生)을 センセー라 하며, 김이(海苔が)를 ノリガ로, 배가(梨が)를 ナシガ로 발음한다. 각각 공통어에서는 センセー, ノリガ, ナシガ 또는 ナシガ로 발음한다. 이처럼 야마구치 방언은 첫음에 악센트를 두어 발음하는 경향이 강하다.
문장의 악센트는 있습니다를 アリマス로, 내립니다를 フリマス로 발음하는 등 첫음절이 높은 하강조의 경향을 보인다. 이를 야마구치식 악센트라고 한다. 다만 시모노세키·도요우라 방언(호칸 방언)에서는 이 경향이 약하게 나타난다.
덧붙여 야시로섬(스오오시마)은 내륜(内輪) 도쿄식 악센트이다.

## 문법

### 동사
야마구치 방언의 동사 활용은 공통어와 거의 차이가 없으나, 공통어와 다른 활용을 하는 동사가 약간 있다. 야마구치 방언 동사 활용의 주요 특징은 다음과 같다.
| 5단 활용 借る | 5단 활용 借る                    | 5단 활용 借る | 5단 활용 借る    |
| ------------- | -------------------------------- | ------------- | ---------------- |
| 미연형        | 借ら-ん、借ろ-う、 借るじゃろ-う | 연용형        | 借り-て、借っ-た |
| 종지형        | 借る                             | 연체형        | 借る-とき        |
| 가정형        | 借り-ゃー                        | 명령형        | 借れ             |

상1단 활용, 하1단 활용 동사의 5단 활용 동사화
문어체에서 4단 활용이고 공통어에서 상1단 활용인 동사 중, 야마구치 방언에서 5단 활용으로 남아있는 것이 몇 개 있다. 대표적인 것에는 借る(빌리다), 足る(충분하다), 飽く(질리다)가 있으며 각각 공통어에서 借りる, 足りる, 飽きる이다.
또한 문어체에서 하2단 활용이고 공통어에서 하1단 활용인 것이, 야마구치 방언에서는 5단 활용이다. 任す(맡기다), 合わす(맞추다)가 그 예이며 각각 공통어로 任せる, 合わせる이다.
| ナ행 변격 활용 往ぬる | ナ행 변격 활용 往ぬる                         | ナ행 변격 활용 往ぬる | ナ행 변격 활용 往ぬる |
| --------------------- | --------------------------------------------- | --------------------- | --------------------- |
| 미연형                | いな-ん、いの-う、いぬろ-う、 いぬるじゃろ-う | 연용형                | いん-で、いん-だ      |
| 종지형                | いぬる                                        | 연체형                | いぬる-とき           |
| 가정형                | いに-ゃー、いぬり-ゃー                        | 명령형                | いね                  |

ナ행 변격 활용 死ぬる, 往ぬる
死ぬる, 往ぬる(いぬる)의 두 개 동사는 현대 공통어에서는 존재하지 않는 ナ행 변격 활용을 한다. 이들 두 개 동사는 고전 문법에서 ナ행 변격 활용을 하고 있었고, 이는 야마구치 방언에 고전 문법이 남아 있음을 보여주는 일례이다.
ナ행 변격 활용에 있어서 고전 문법과 야마구치 방언의 차이점으로는 종지형(고어에서 각각 死ぬ, 往ぬ)이 연체형과 같은 死ぬる, 往ぬる로 변화하는 것, 연용형 (고어에서 死に-て, 往に-て)가 발음편(撥音便)을 일으켜서 死ん-で, 往ん-で로 변화하는 것, 가정형(고어에서 死ぬれ-ば, 往ぬれ-ば)가 야마구치 방언에서 死ぬり-ゃー, 往ぬり-ゃー로 변화하는 점 등이 있다. 이 중 가정형에서의 요음화(拗音化)는 ナ행 변격 활용에서만이 아니라, 야마구치 방언의 동사 활용 전반에서 일어나는 현상이다.
| サ행 변격 활용 せる | サ행 변격 활용 せる            | サ행 변격 활용 せる | サ행 변격 활용 せる |
| ------------------- | ------------------------------ | ------------------- | ------------------- |
| 미연형              | せ-ん、せよ-う、 せるじゃろ-う | 연용형              | せ-て・せ-た        |
| 종지형              | せる                           | 연체형              | せる-とき           |
| 가정형              | せり-ゃー                      | 명령형              | せ、せー            |

サ행 변격 활용 せる
공통어의 サ행 변격 활용 동사 する는 야마구치 방언에서 せる가 되어 공통어와는 다르게 활용한다. 또한 サ행의 음이 ハ행의 음으로 바뀌어 자음교체가 일어나기 때문에 주로 스오 지역에서 へる가 된다.
전반적으로 하2단적인 활용을 하지만, 20세기 후기쯤부터 공통어 する의 영향이 강해져 せる와 する가 무의식적으로 혼용되는 경향을 보이고 있다.
| カ행 변격 활용 来る | カ행 변격 활용 来る                   | カ행 변격 활용 来る | カ행 변격 활용 来る |
| ------------------- | ------------------------------------- | ------------------- | ------------------- |
| 미연형              | こ-ん、こ-う、こよ-う、 くるじゃろ-う | 연용형              | き-て・き-た        |
| 종지형              | くる                                  | 연체형              | くる-とき           |
| 가정형              | くり-ゃー                             | 명령형              | こい、き-やー       |

カ행 변격 활용 来る
공통어의 カ행 변격 활용 동사 来る도 야마구치 방언에서는 약간 다르게 활용한다.
バ행, マ행, ワ행 5단 활용 동사의 ウ음편
バ행, マ행, ワ행 5단 활용 동사의 연용형은 촉음편이나 발음편이 되지 않고 ウ음편이 된다. ウ음편화는 아키 방언, 이와미 방언, 규슈 방언과 공통되며, 야마구치 방언이 이른바 ウ음편 지대에 포함된다는 것을 보여준다.
- 예) 飛ぶ→飛うで(トーデ), 挟む→挟うで(ハソーデ), 買う→買うて(コーテ)

모든 동사의 가정형 요음화
모든 동사는 가정형이 될 때, 동사의 활용 어미와 접속 조사 -やー(공통어 -ば가 전와한 것)가 융합하여 -ゃー로 요음화된다.
동사 おる
동사 おる(居る)는 서일본 방언에서 널리 사용되지만, 긴키 방언에서는 いる와 함께 쓰이는 것에 반해 야마구치 방언에서는 오직 おる만이 사용된다.

### 조동사
야마구치 방언을 크게 특징짓는 품사 중 하나가 조동사이다. 특징적인 조동사 중 주요한 것은 다음과 같다.
진행, 계속의 -よる와 완료, 존속, 결과의 -ちょる
야마구치 방언에서는 동작의 진행, 계속을 나타내는 -よる와 상태의 완료, 계속, 결과를 나타내는 -ちょる의 두 종류의 상이 존재한다. 공통어에는 이러한 구별이 없어서 어느 쪽이든 -ている로 나타낸다. 서일본 방언, 특히 주고쿠 방언에서 진행상과 완료상의 구별이 발달해 있는데, 야마구치 방언의 상 표현도 그 하나이다.
진행, 계속의 -よる는 야마구치 방언도 주변 방언과의 차이는 없지만, 완료, 존속, 결과의 -ちょる는 야마구치 방언의 독특한 것으로, 주변 방언에서는 -とる로 나타난다. 현 동부에서는 아키 방언의 영향으로 -とる의 사용이 보인다.
- 예1) そっちへ行きよる(지금 그쪽으로 이동하는 중이다.) そっちへ行っちょる(이미 그쪽에 도착해 있다.)
- 예2) 雨がやみよる(비가 지금 그치는 중이다.) 雨がやんじょる(비가 이미 그친 상태이다.)

부정의 -ん
부정의 조동사(공통어의 -ない)는 다른 서일본 방언과 마찬가지로 -ん이다. -んか로 쓰면 명령 표현이 된다.
- 예) 今日ゲームせんか？(오늘 게임 하지 않을래?)

부정 완료 -だった, -んじゃった, -んかった
부정 완료의 조동사(공통어의 -なかった)는 -だった, -んじゃった, -んかった가 된다. 어느 것도 동사의 미연형에 접속한다. 야마구치 방언의 특징적인 것은 -だった로, 원래는 고어의 부정 조동사 -ず의 연용형 -ざり와 구어의 과거 조동사 -った가 융합한 -ざった의 꼴이었지만, ザ행이 ダ행으로 자음 교체되어 -だった (-じゃった)가 되었다.
- 예) そんとは見だった, そんとは見んじゃった(그런 건 안 봤다.) よーやらだった, よーやらんじゃった(도저히 할 수 없었다.)

이외에도 -なんだ, -んやった가 쓰이는 경우도 있다.
단정의 -じゃ, -や
단정의 조동사(공통어 -だ, -である)는 -じゃ, -や가 된다.
추량의 -ろう
추량의 조동사(공통어 -だろう)는 -じゃろー, -ろー가 된다. 현 서부에서는 -ろー의 세력이 우세하며, 寝る-ろー(자겠지), 行く-ろー(가겠지) 등과 같이 쓰인다. 고어의 추량 조동사 -らむ의 잔존형으로 여겨진다.
과거 추량 -つろー
현 동부에서는 과거 추량의 조동사(공통어 -ただろう)로써 」-つろー가 사용되고 있다. 食べ-つろー(먹었겠지) 등과 같이 쓰인다. 고어의 과거 추량 조동사 -つらむ의 잔존형으로 여겨진다.
부정(否定) 의사, 부정 추량 -まい, -まー
부정 의사, 부정 추량의 조동사는 공통어와 같은 -まい가 쓰이지만, 공통어에서는 일상 회화에서 거의 등장하지 않는 반면, 야마구치 방언에서는 대단히 일상적인 표현으로 사용된다. 또 アイ가 アー가 되는 연모음 융합에 의해 -まー로 발음되는 경우가 많다. やる-まー, やら-まー(하지 말아 두자), いけ-まー(안 되겠지) 등과 같이 쓰인다.
사역의 -す, -さす, -らす
사역의 조동사(공통어 -せる, -させる)는 -す, -さす, -らす가 된다. やら-す(하게 하다), 食べ-さす(먹게 하다), 食べ-らす(먹게 하다) 등과 같이 쓰인다.
능력의 -きる
능력을 나타내는 조동사로는 -きる가 있다. 공통어의 -ことができる와 비슷하다. 持ち-きる(가질/들 수 있다), 走り-きる(달릴 수 있다), パソコンをし-きる(컴퓨터를 쓸 수 있다) 등과 같이 쓰인다. 규슈 방언에서 전파된 조동사로 여겨진다.
명령의 -さん, -さんせ
명령의 조동사(공통어 -なさい, -ください)는 -さん, -さんせ가 된다.  -さんせ가 보다 정중한 뉘앙스가 강하다. 行き-さん(가십시오), 来な-さんせ(가 주세요) 등과 같이 쓰인다.
이것과는 별도로 -さい도 존재하며, 동사와의 사이에 조사 ん을 끼운다. 行きん-さい와 같이 쓰인다. 현 동부에는 -ない, -まい도 존재한다. 어느 것도 동사의 연용형 뒤에 붙어 行き-ない, 行き-まい 등과 같이 쓰인다.

### 형용사
| 형용사 うれしい | 형용사 うれしい                                  | 형용사 うれしい | 형용사 うれしい                 |
| --------------- | ------------------------------------------------ | --------------- | ------------------------------- |
| 미연형          | うれしいじゃろ-う、うれしかろ-う、 うれしい-ろう | 연용형          | うれしかっ-た、 うれしゅう-なる |
| 종지형          | うれしい                                         | 연체형          | うれしい-とき                   |
| 가정형          | うれしけり-ゃー                                  |                 |                                 |

형용사의 활용에도 공통어와는 몇 가지의 차이가 있다. 미연형은 ながかろ-う 또는 ながいじゃろ-う가 된다. 특히 옛 나가토 지역에서는 ながい-ろう의 꼴도 보인다. 공통어 ながく-なる는 야마구치 방언에서 연용형에 ウ음편이 적용되어 なごう-なる가 된다. 공통어 
ながけれ-ば는 야마구치 방언에서 가정형에 연모음 융합이 일어나 ながけり-ゃー가 된다. 또 無い에서는 공통어 無けれ-ば가 야마구치 방언으로는 無けり-ゃー, 無けんに-ゃー, 無けらんに-ゃー, 無けらに-ゃー가 된다.

### 형용동사
| 형용동사 きれいだ | 형용동사 きれいだ                                   | 형용동사 きれいだ                                   |
| 활용형            | ジャ 활용                                           | カリ활용형 특수 활용                                |
| ----------------- | --------------------------------------------------- | --------------------------------------------------- |
| 미연형            | きれいじゃろ-う                                     | きれいなかろ-う、 きれいな-ろう、 きれいなじゃろ-う |
| 연용형            | きれいじゃっ-た、 きれいで-あります、 きれいに-する | きれいなかっ-た                                     |
| 종지형            | きれいじゃ                                          | きれいな                                            |
| 연체형            | きれいな-ひと                                       | きれいな-ひと                                       |
| 가정형            | きれいなら、 きれいじゃったら                       | きれいなけり-ゃー                                   |

야마구치 방언의 형용동사 활용에는 ジャ 활용과 カリ 활용형 특수 활용이 있다.
ジャ 활용
ジャ 활용은 공통어 형용동사의 ダ 활용과 거의 동일하며, だ 대신에 じゃ를 쓴다. 이것은 계사 だ가 야마구치 방언에서는 じゃ가 되기 때문이다.
カリ 활용형 특수 활용
ジャ 활용과는 별개로, 고어 문법에서 형용동사의 カリ 활용과 유사한 활용을 하는 경우가 있다. 고어가 잔존한 형태가 아니냐는 주장이 있다. 야마구치 방언에서는 ジャ 활용보다 カリ 활용형 특수 활용이 우세하다. 특히 종지형에서 -じゃ의 꼴을 쓰는 경우가 적고, -な의 꼴이 사용되는 경우가 압도적으로 많다.
- 용례) あのひたーほんまにきれいなね(저 사람은 정말 아름답네)

### 부사
야마구치 방언의 특징적인 부사로는 다음의 것이 있다.
가능, 불가능을 나타내는 えー, よー
야마구치 방언에서 보이는 부사 えー는 고어의 가능, 불가능으로 나타내는 부사 え(得)를 유래로 한다. 이하에 긍정문이 이어질 때는 가능 표현이 되고, 부정문이 이어질 때는 불가능 표현이 된다.
- 예) えー打つか(칠 수 있을까), えー打たん(도저히 칠 수 없어)

부사 よー도 えー와 마찬가지의 기능을 하나, 이것은 고어의 부사 よく(能く)의 ウ음편 꼴이며 서일본 방언에서 자주 보인다.
강의(强意)의 활용을 갖는 さで
강의(强意)의 활용을 갖는 부사로는 さで가 있다. さで 자체로 명확한 의미 내용을 갖지는 않지만, さで投げる, さで捨てる, さで込む, さで入れる 등과 같이 쓰여 전후의 동사가 갖는 의미 내용을 강조하는 기능을 한다. 다만, 접속하는 동사가 한정적이고 投げる, 捨てる, 入れる와 같은 물건이 이동하는 동작을 나타내는 동사에 접속하는 경향이 강하다.
새로운 방언 ぶち
현대 야마구치 방언에서 가장 활발하게 쓰이고 있는 부사가 ぶち이다. ぶち는 원래 打つ(ぶつ)의 연용형에서 유래하였고, 현재는 '몹시'라는 뜻을 나타내는 강의(强意)의 부사로써 사용되고 있다. 전통적인 야마구치 방언이 아니라, 1970년대 쯤부터 주로 젊은이나 청년층 사이에서 사용되기 시작한 신방언으로, 급속하게 거의 모든 연령층에 보급되었다. 그렇지만 최근에는 시모노세키 지구에서는 대조적으로 ぶち가 거의 사용되지 않고, 超나 かなり가 사용되는 경우가 많다.
유사한 부사로는 ぶち 이외에 ぶり, ばり 등이 있다. 원래는 ごっぽう, じょーに 등이 쓰이고 있었지만, 21세기가 되지 전까지 대부분이 ぶち로 대체되었다.
ぶち, ぶり, ばり는 히로시마 지방, 북부 규슈 지방에도 전파되어 ばり는 효고현 등의 간사이 지방에서도 사용된다. 북부 규슈로의 전파에 대해서는 후쿠오카의 텔레비전, 라디오 방송에서 활약하는 야마구치 출신의 탤런트 야스다 쿠리노스케가 방송에서 ぶち, ばり를 자주 사용한 것과 관련이 있다고 여겨진다.

### 조사, 그 외
야마구치 방언의 특징적인 조사나 그 밖의 품사는 여럿 있지만, 주요한 것은 다음과 같다.
접속조사 でも
부정의 역접 가정 조건을 나타내는 접속조사 -でも(공통어 -しなくても)는 ①동사의 미연형+부정조동사 ん+でも, ②동사의 미연형(어미가 장음화)+でも, ③ 동사의 미연형+부정조동사 い+でも의 꼴로 쓰인다.
- 예) ①行かん-でも, ②行かー-でも, ③行かい-でも(전부 '가지 않아도'라는 의미이다.)

접속조사 やー
가정 조건을 나타내는 접속조사 やー(공통어 -ば)는 동사의 가정형에 접속하여 동사 어미와 융합해 요음화한다. 그 때문에 야마구치 방언의 동사 가정형은 모두 요음화한다. 본래는 공통어와 같은 -ば의 꼴이었지만, 음운 변화에 의해서 -やー가 되었다고 생각된다.
- 예) 行き-ゃー(가면), 見り-ゃー(보면)

접속조사 けえ
이유의 접속조사(공통어 -から, -だから)로는 다른 주고쿠 방언과 마찬가지로 -けえ가 활발히 사용되고 있다. 이외에도 -からに, -けに, -けん, -から이 보인다.

부조사 なぇーと
가벼운 제시나 예시를 나타내는 부조사(공통어 -でも, せめて-なりとも, せめて-ぐらい)로는 なぇーと가 쓰인다. 무로마치 시대 말기부터 에도 시대까지 자주 쓰이던 부조사 -なりと의 り가 イ음편화한 것으로 현대 공통어에서는 거의 소멸했지만, 야마구치 방언에서는 なぇーと의 꼴로 잔존하고 있다.
- 예) 水なぇーと飲みーさん(물이라도 마시십시오)

간투조사 のんた
스오 방언의 대표적인 간투조사 -のんた는 のー, あんた가 축약한 것으로, 문말에 쓰여서 -だよね 내지는 -ですよね와 같은 역할을 한다. 친애, 강조, 다짐을 나타내며, 시모노세키·도요라 방언(호칸 방언)에서는 나타나지 않는다. 흔히 스오 방언을 'のんた벤'이라고도 부른다. -のーた, -ねーた, -うんた, -んた의 꼴을 취할 때도 있다.
- 예)よーおいでました-のんた(자주 오셨지요)

종조사 の
강조, 다짐, 영탄을 나타내는 종조사로는 -の가 있다. 종종 -のー로 장음화한다. 다른 주고쿠 방언과 공통되는 종조사이다.
- 예) そりゃいけん-のー(그건 안 돼), それい-のー(그렇지)

종조사 で
다짐, 단정, 권유를 나타내는 종조사로는 -で가 있다. 공통어의 -ぜ와 거의 같은 기능을 하며, ザ행이 ダ행으로 바뀌는 자음 교체에 의해서 -ぜ가 -で로 바뀐 것으로 생각된다.
- 예) 来ちゃいけんで(와서는 안 돼), こりゃすごいで(이건 대단하다), はよ行こうで(어서 가자)

종조사 い
다짐, 강조를 나타내는 종조사 -い는 야마구치 방언에 특징적으로 보이는 조사이다. 뒤에 다른 종조사 や, ね, の를 동반할 때가 많다. 명확히 い로 발음되기 보다는 가볍게 ぃ로 발음되는 경향이 강하다.
- 예) それ-い-ね(그러게), やります-い-ね(할게요), そりゃそれ-い-のー(그건 그러네)

종조사 -い는 동사의 연용형 뒤에 접속하면 명령 표현이 된다. -い가 갖는 다짐, 강조의 의미가 동사에 적용되어 명령을 나타내게 되었다고 생각된다.하1단 활용 동사의 경우, 연용형 어미는 エ단이 되기 때문에 -い와 연모음 융합을 일으켜 -えー로 장음화된다.
- 용례) 歩き-い(걸으십시오), 食べー(먹으십시오)

종조사 わー
가벼운 강조, 감정 표현으로써 종조사 -わー가 있다. 뒤에 다른 종조사 や, ね, の를 동반할 때가 많다. わー의 w음이 탈락해서 직전 어미와 융합하는 현상도 자주 볼 수 있다.
- 예) 負けちょる-わー-やー, 負けちょ-らー-やー(둘 다 지고 있는 거냐'라는 뜻이다)

종조사 ちゃ, ちゃー
야마구치 방언의 특징이라 할 종조사로는 -ちゃ, -ちゃー가 있다. 다짐, 부름, 강조, 단정을 나타낸다. 어떤 단어에 붙을 때 사이에 촉음을 첨가시킬 때도 많다. 야마구치현에서 기타큐슈시, 오이타현, 미야자키현에 걸쳐서 자주 사용되며, 센다이벤에서도 많이 사용되는 것이 확인되었다.
- 예)それ-っちゃ(그렇지), よお-っちゃ(이봐), いけん-ちゃー(안 돼), 食べり-っちゃ(먹어), 始まる-っちゃ(시작한다)

준체언조사 そ
준체언조사 -そ도 야마구치 방언의 독특한 조사이다. 사물, 장소, 사람 등을 추상적이고 지시적으로 나타내는 말로 체언성을 강하게 갖는다. それ(그것)의 어간인 そ에서 유래한 말이라고 생각된다. -そ의 동의어로써 호칸, 미네 방언에서는 -と가 쓰일 때도 있다.
- 예) あの-そ(저것, 저 일, 저 사람), 最初の-そ(최초의 것), 丸い-そ(그 둥근 것)

종조사 そ, ほ
전술한 준체언조사 -そ는 지시적인 성격에 기반하여 강조를 나타내는 종조사 -そ로써도 사용되고 있다. サ행이 ハ행으로 바뀌는 자음 교체에 의해서 -ほ가 될 때가 많다. -そ는 야마구치현 중부에서, -ほ는 야마구치현 서부에서 사용되는 경향이 있다. -そ나 -ほ를 올려서 발음하면 의문을 나타낸다.
- 예) 行く-そ(갈 거야), やな-そ(싫은 거야), これ書いた-そ!(이거 썼어!), ええ-そ?(좋아?), そうな-そ?(그런 거야?)

감동사 それ
동의, 경탄을 나타내는 데 자주 쓰이는 감동사로는 それ가 있다. 성년 이상의 대화에서 자주 나오며, 어른 말투의 성격을 띤다고 여겨진다. 지시사(こそあど言葉)로써 쓰이는 それ도 존재한다.
- 예) それ-っちゃ(그래), それ-それ(그래그래), それ-いね(그러게), それ-ぁー-それ(그건 그래)

### 내용주
1. ↑  하나의 번에서 갈리어 생긴 번.
2. ↑  공통어에서 借りる
3. ↑  공통어에서 死ぬ
4. ↑  宰判(さいばん): 조슈번의 향촌 지배 단위로, 대관(代官)이 관할하는 지역.
5. ↑  이외에는 니시칸토 방언이나 시마네현 동부 방언, 히로시마현 서부 방언 등이 여기에 포함된다.

### 참조주
1. ↑  金田一春彦（1977）「アクセントの分布と変遷」大野晋・柴田武編『岩波講座日本語11 方言』岩波書店

## 참고 문헌 및 사이트
- 中川健次郎、「山口県の方言」『講座方言学8 中国・四国地方の方言』、1982、国書刊行会、ISBN 4336019797
- 山中六彦、『新訂 山口県方言辞書』、1975、マツノ書店
- 岡野信子・白木進編、『論集 山口県方言の研究』、1978、笠間書院
- おもしろくてためになる山口弁よもやま話 - 山口県教育委員会サイト内、著者:森川信夫
- 山口方言ライブラリ - 運営:NPO法人デジタルアーカイブやまぐち
  - 2004年10月1日当時のページ（ウェブアーカイブ）
- 『新明解日本語アクセント辞典』金田一春彦監修（三省堂、2001年発行 ISBN 4-385-13670-X） - 공통어의 악센트는 이 서적에 의한다.

## 같이 보기
- 방언
- 주고쿠 방언
- 규슈 방언
- 산요 방언